# Ligue des champions de Twenty20
La ligue des champions de Twenty20 est une compétition internationale et masculine de cricket au format Twenty20. Elle rassemble des équipes de diverses nations et qui ont sportivement réussi dans la compétition de Twenty20 de leur pays. L'épreuve voit le jour en 2008 mais l'édition de cette année-là est annulée. L'édition 2009 est donc la première de la compétition.

## Historique
Le Twenty20, forme de cricket dans laquelle les matches ne durent que trois heures et où chaque équipe dispose d'une manche de vingt séries de six lancers pour marquer, est indroduit en 2003 en Angleterre par la fédération anglaise, l'ECB. Plusieurs autres fédérations nationales suivent. L'Indian Premier League (IPL) est ainsi lancée par le BCCI en Inde en 2008. Cette même année, les représentants de l'IPL, des fédérations australienne (Cricket Australia) et sud-africaine (Cricket South Africa) décident de lancer la ligue des champions. La compétition doit regrouper les meilleures équipes de leurs compétitions de Twenty20 respectives. Une équipe anglaise et une équipe pakistanaise sont également invitées. L'édition 2008 doit se dérouler en octobre en Inde et rassembler huit équipes. Elle est repoussée à début décembre, car trop proche dans le calendrier du Trophée des champions 2008,, puis finalement annulée quand une série d'attaques terroristes survient à Mumbai à quelques jours du lancement de la compétition.
La ligue des champions se déroule donc pour la première fois en octobre 2009, toujours en Inde. Elle rassemble douze équipes de sept compétitions nationales différentes : Inde, Angleterre, Australie, Afrique du Sud, mais aussi Sri Lanka, Indes occidentales et Nouvelle-Zélande. Aucune équipe pakistanaise n'est cette fois-ci invitée en raison des tensions qui existent alors entre les deux pays.

## Format
La ligue des champions de Twenty20 est organisée dans un seul pays (l'Inde lors de la première édition qui se tient en 2009) sur quelques semaines. La ligue des champions 2008, annulée, devait compter huit équipes de cinq nations réparties en deux poules de quatre. En 2009, douze équipes de sept nations sont invitées et sont réparties en quatre poules de trois. Un deuxième tour comptant deux groupes de quatre équipes rassemble les deux premiers de chaque poule avant des demi-finales et une finale.
| Année | Équipes                       | Nations représentées |
| ----- | ----------------------------- | -------------------- |
| 2008  | 8                             | 4                    |
| 2009  | 12                            | 7                    |
| 2010  | 10                            | 6                    |
| 2011  | 13 dont 7 qualifiées d'office | 7 au maximum         |

## Palmarès
| Année | Pays hôte      | Vainqueur                             | Finaliste                              |
| ----- | -------------- | ------------------------------------- | -------------------------------------- |
| 02008 | Inde           | édition annulée (attentats de Bombay) | édition annulée (attentats de Bombay)  |
| 02009 | Inde           | Nouvelle-Galles du Sud (Australie)    | Trinité-et-Tobago (Indes occidentales) |
| 02010 | Afrique du Sud | Chennai Super Kings (Inde)            | Warriors (Afrique du Sud)              |
| 02011 | Inde           | Mumbai Indians (Inde)                 | Royal Challengers Bangalore (Inde)     |
| 02012 | Afrique du Sud | Sydney Sixers (Australie)             | Highveld Lions (Afrique du Sud)        |
| 02013 | Inde           | Mumbai Indians (Inde)                 | Rajasthan Royals (Inde)                |
| 02014 | Inde           | Chennai Super Kings (Inde)            | Kolkata Knight Riders (Inde)           |